# Бурбан Степан Петрович
Степа́н Петро́вич Бу́рбан (нар. 1 вересня 1994, Львів) — український репер, співак, композитор, режисер та музичний продюсер, відоміший за своїм сценічним ім'ям як Кашляючий Ед та Паліндром.

## Біографія
Народився 1994 року у Львові. Навчався у школі № 15, згодом закінчив факультет режисури Київського національного університету культури і мистецтв у Львові. Репом почав займатися ще в шкільному віці. 2010 року разом з другом створив гурт Глава 94 та взяв собі псевдонім Стук. З того часу гурт випустив кілька альбомів. 2011 року змінив псевдонім на Кашляючий Ед.
Згодом вирішив розпочати соло проєкт, поєднуючи при цьому роботу в гурті. 15 лютого 2015 року випустив альбом Нетривіальне чтиво.
12 квітня 2017 року вийшов перший сингл з нового альбому «Шось зимно». 13 грудня випустив другий сингл «Дякую», який був записаний у складі Глави 94. 21 лютого 2018 року випустив останній третій сингл «Елоун», який передував виходу нового альбому. 21 червня року видав альбом під назвою Переклад, який отримав схвальні відгуки критиків. 17 листопада світ побачив відеокліп на ключову роботу з альбому — 1991.
1 вересня 2019 року випустив альбом Про сьогодні, завтра і вчора, здивувавши музичну спільноту абсолютно новим стилем звучання у виконанні альтер-его паліндром, який з хіп-хопом не має нічого спільного. Альбом записаний в змішаному стилі кількох напрямків, серед яких нью-вейв, lo-fi, трип-хоп та синті-поп. Коментуючи свою нову сторінку в кар'єрі, Бурбан зазначав: «Паліндром — це коли запрошуєш додому друга, чи дівчину, і показуєш свій дитячий фотоальбом. Це дуже тендітне та особисте». Платівка була записана вдома власноруч Бурбаном. Альбом позитивно оцінили критики, а за версією журналу «СЛУХ» він був визнаний найкращим альбомом 2019 року.
У грудні 2019 року відбулась прем'єра документальної стрічки про Василя Стуса «Ваш Василь», саундтрек до якої написав Бурбан.
2 грудня 2019 року вийшов сингл «Мауглі», який передує майбутньому новому альбому. Пісня потрапила до списку 20-ти найкращих треків року за версією Радіо Свободи.
30 березня 2020 року випустив пісню «Холодний» та відеокліп до неї на вірш поета-шістдесятника Миколи Холодного «Вмирають поети». 24 квітня вийшов кліп на пісню «Святковий» — другий сингл з майбутнього альбому Паліндрома. 9 червня було представлено фінальний сингл «Забудь», а також оголошено назву нового альбому — Стіни мають вуха. 10 липня вийшов другий студійний альбом Паліндрома — Стіни мають вуха. Як писала Оля Климчук з видання СЛУХ: «альбом виявився не таким надривним, як дебют, а повільнішим, меланхолійнішим, синт-поповим, з більшим ухилом у дослідження людської природи та взаємодії людини зі світом». 25 вересня артист випустив сингл «Крила», а 9 жовтня — «Не дожив».
6 червня 2021 року вперше виступив у Києві у клубі Closer, де зібрав аншлаг, а також зробив міні-тур Україною, давши концерти в Дніпрі, Івано-Франківську, Чернівцях та Ужгороді.
У перший місяць повномасштабного вторгнення росії в Україну Паліндром видає пісню «Спи» спільно з дизайнером та музикантом Антоном Шиферсоном (Shipherson). У квітні 2022 року Степан Бурбан та Ляна Мицько стають одними з головних героїв документального фільму про культуру в українському тилу режисера Девіда Гутніка «Правило двох стін». Прем'єра фільму відбудеться на кінофестивалі Трайбека 2023 у Нью Йорку.
5 серпня 2022 року вийшов фінальний сингл з наступного альбому «Придумано в черзі» — «Кафе Надія». Сам альбом вийшов 1 вересня цього ж року.
Восени 2022 року Паліндром у форматі рок-групи вирушив у благодійний тур містами України: Одеса, Дніпро, Тернопіль, Львів, Київ, Вінниця, Чернігів, Чернівці, Івано-Франківськ, Хмельницький. У грудні 2022 відбулися благодійні концерти в Ісландії. Концерти туру організувала культурна агенція Лінія Втечі.
17 липня 2023 року гурт Глава 94 на своій Instagram-сторінці повідомив про завершення творчої діяльності.

## Дискографія

### Як Кашляючий Ед

#### Альбоми
- Нетривіальне чтиво (2015)
- Переклад (2018)

### Сингли
- «Шось зимно» (2017)
- «Дякую» (2017)
- «Елоун» (2018)
- «Carte Blanche» (2020)

### Як Паліндром

#### Альбоми
- Про сьогодні, завтра і вчора (2019)
- Стіни мають вуха (2020)
- Придумано в черзі (2022)
- Найліпші питання собі (2023)
- Машина для трансляції снів (2025)

##### Сингли
- «Мауглі» (2019)
- «Холодний» (2020)
- «Святковий» (2020)
- «Забудь» (2020)
- «Крила» (2020)
- «Не дожив» (2020)
- «Пластик» (2020)
- «Останній танець» (2021)
- «Ідеальний світ» (2021)
- «1 вересня» (2021)
- «Двір» (2021)
- «Спи» (2022)
- «З букетом троянд» (2022)
- «Радість моя» (2022)
- «Літній час» (2022)
- «Кафе Надія» (2022)
- «Сонце» (Rework) (2022)
- «Була весна» (2022)
- «Все не так погано» (2022)
- «Вирости» (2023)
- «Вітер в голові» (2023)
- «Саудаде» (2023)
- «Не торкає» (2023)
- «Сансет» (2024)
- «Найліпший день» (2024)
- «Іскрить» (2024)
- «Тут літає» (2024)
- «Німію» (2024)
- «Я боюсь» (2024)
- «Я маю крила» (2024)
- «На Кульпаркови» (2025)
- «Ха-ха» (2025)
- «Холодна Кров» (2025)

## Відеографія

### Кашляючий Ед
| Рік  | Назва           | Альбом   | Режисер                      |
| ---- | --------------- | -------- | ---------------------------- |
| 2017 | «Шось зимно»    | —        | Степан Бурбан                |
| 2017 | «Дякую»         | Переклад | Любчик Якимів                |
| 2018 | «Елоун»         | Переклад | Степан Бурбан                |
| 2018 | «1991»          | Переклад | Микола Кутола, Андрій Баглай |
| 2020 | «Carte Blanche» | —        | Степан Бурбан                |

### Паліндром
| Рік  | Назва                | Альбом                       | Режисер       |
| ---- | -------------------- | ---------------------------- | ------------- |
| 2019 | «Сонце»              | Про сьогодні, завтра і вчора | Степан Бурбан |
| 2019 | «Сім»                | —                            | Степан Бурбан |
| 2019 | Гарні слова          | Про сьогодні, завтра і вчора | Степан Бурбан |
| 2019 | «Зламані»            | Про сьогодні, завтра і вчора | Степан Бурбан |
| 2019 | «По воді»            | Про сьогодні, завтра і вчора | Степан Бурбан |
| 2019 | «За небеса»          | Про сьогодні, завтра і вчора | Степан Бурбан |
| 2019 | «Весь день»          | Про сьогодні, завтра і вчора | Степан Бурбан |
| 2019 | «В комі»             | Про сьогодні, завтра і вчора | Степан Бурбан |
| 2019 | «Мауглі»             | —                            | Степан Бурбан |
| 2020 | «Холодний»           | Стіни мають вуха             | Степан Бурбан |
| 2020 | «Святковий»          | Стіни мають вуха             | Степан Бурбан |
| 2020 | «Забудь»             | Стіни мають вуха             | Степан Бурбан |
| 2020 | «Брюховичі 97»       | Стіни мають вуха             | Степан Бурбан |
| 2020 | «Не дожив»           | —                            | Степан Бурбан |
| 2020 | «Пластик»            | —                            | Степан Бурбан |
| 2021 | «Останній танець»    | —                            | Степан Бурбан |
| 2021 | «Ідеальний світ»     | —                            | Степан Бурбан |
| 2021 | «1 вересня»          | —                            | Степан Бурбан |
| 2021 | «Двір»               | —                            | Степан Бурбан |
| 2022 | «Літній час»         | —                            | Степан Бурбан |
| 2022 | «Кафе Надія»         | Придумано в черзі            | Степан Бурбан |
| 2022 | "Сонце (2022 Rework) | –                            | Степан Бурбан |
| 2022 | «Люцифер»            | Придумано в черзі            | Степан Бурбан |
| 2022 | «Все не так погано»  | –                            | Степан Бурбан |
| 2023 | «Вирости»            | Найліпші питання собі        | Степан Бурбан |
| 2023 | «Саудаде»            | Найліпші питання собі        | Степан Бурбан |